# Amy Coney Barrett
Amy Vivian Coney Barrett (Nova Orleães, 28 de janeiro de 1972) é uma advogada, jurista, académica e magistrada norte-americana. Atualmente é juíza do Supremo Tribunal dos Estados Unidos, indicada por Donald Trump. Barrett considera-se uma originalista e a sua filosofia judicial foi comparada à do seu mentor e ex-chefe, Antonin Scalia. Foi juíza do circuito dos Estados Unidos no Tribunal de Apelações dos Estados Unidos para o Sétimo Circuito de 2017 a 2020.
Trump nomeou Barrett para o Sétimo Circuito, e o Senado confirmou-a a 31 de outubro de 2017. Antes e enquanto servia na Justiça federal, foi professora de Direito na Faculdade de Direito de Notre Dame, onde leccionou processo civil, direito constitucional e interpretação estatutária.
A 26 de setembro de 2020, Trump nomeou-a para suceder a Ruth Bader Ginsburg no Supremo Tribunal dos Estados Unidos. A nomeação foi controversa devido à recusa anterior dos republicanos no Senado em realizar audiências para Merrick Garland durante o ano eleitoral de 2016. Neste contexto, os que se opuseram à nomeação de Barrett alegaram que os republicanos buscavam confirmá-la de maneira apressada e contrária ao próprio precedente que estabeleceram. Antes de morrer, Ginsburg expressou seu desejo de que seu sucessor não fosse escolhido "até que um novo presidente seja instalado." No mês seguinte, o Senado votou por 52 a 48 para confirmar a sua nomeação, com os democratas unânimes na oposição.
Descrita como uma protegida do juiz Antonin Scalia, para quem trabalhou, Barrett apoia uma interpretação originalista da Constituição.

## Infância e educação
Barrett nasceu em Nova Orleães, Louisiana, sendo a mais velha de sete filhos e tendo cinco irmãs e um irmão. O seu pai, Michael Coney, trabalhava como advogado da Shell Oil Company e a sua mãe, Linda, era professora de francês no ensino médio e dona de casa. Barret é descendente de franceses. Os seus tataravós emigraram de França para Nova Orleães. A sua família é católica devota, e o seu pai é diácono ordenado desde 1982. Cresceu em Metairie, num subúrbio de Nova Orleães. Frequentou o St. Mary's Dominican High School, um colégio católico romano só para meninas, onde formou-se em 1990. Foi vice-presidente do corpo discente da escola secundária.
Finda a sua formação, frequentou no Rhodes College, onde acabou por formar-se em literatura inglesa e em francês. Formou-se magna cum laude em 1994 com um diploma de Bacharel em Artes e foi introduzida na Omicron Delta Kappa e Phi Beta Kappa. Na sua turma de graduação, foi considerada a mais destacada graduada do departamento de inglês. Estudou também direito na Faculdade de Direito de Notre Dame com uma bolsa de estudos integral. Foi editora executiva da Notre Dame Law Review e formou-se em primeiro lugar da sua turma em 1997 com um Juris Doctor summa cum laude.

## Carreira jurídica
Passou dois anos como escriba de direito judicial após a faculdade de direito, primeiro para o juiz Laurence Silberman do Tribunal de Apelações dos EUA para o Circuito de D.C. de 1997 a 1998, e depois para o juiz Antonin Scalia do Supremo Tribunal dos Estados Unidos de 1998 a 1999.
De 1999 a 2002, trabalhou na Miller, Cassidy, Larroca & Lewin, um escritório de advocacia para litígios em Washington, D.C., que fundiu-se com o escritório de advocacia Baker Botts, com sede em Houston, Texas, em 2001. Enquanto estava na Baker Botts, trabalhou no caso Bush v. Gore, um processo judicial ocorrido no âmbito da eleição presidencial de 2000 que tramitou na Suprema Corte questionando a apuração na Flórida, fornecendo pesquisa e assistência de briefing para um escritório que representou George W. Bush.

### Ensino e bolsa
Atuou como professora associada visitante em Direito na George Washington University Law School durante um ano, antes de retornar à sua alma mater, Faculdade de Direito de Notre Dame, em 2002. Em Notre Dame, ensinou direito probatório, direito constitucional e interpretação estatutária. Em 2007, foi professora visitante na Faculdade de Direito da Universidade da Virgínia. A sua bolsa de estudos concentrou-se no direito constitucional e interpretação estatutária. O seu trabalho académico foi publicado nas revisões de direito de Columbia, Cornell, Virgínia, Notre Dame e, Texas.
Em Notre Dame, Barrett recebeu o prémio de "Distinto Professor do Ano" três vezes. De 2011 a 2016, falou sobre o direito constitucional na Blackstone Legal Fellowship, um programa de verão para estudantes da faculdade de direito, defendendo a liberdade que estabeleceu para inspirar uma "visão de mundo distintamente cristão em todas as áreas do direito". Enquanto servia no Sétimo Circuito, Barrett viajou entre Chicago e South Bend, continuando a ministrar cursos sobre interpretação estatutária e teoria constitucional.
Em 2010, o Chefe de Justiça John Roberts nomeou Barrett para servir no Comité Consultivo para o Procedimento Federal de Apelação.

## Tribunal de Apelações (2017-2020)

### Nomeação e confirmação
A 8 de maio de 2017, o presidente Donald Trump nomeou-a para o Tribunal de Apelações dos Estados Unidos para o Sétimo Circuito. A audiência do Comité Judiciário do Senado sobre a sua nomeação foi realizada a 6 de setembro de 2017. Na audiência, a senadora Dianne Feinstein questionou-a sobre um artigo de revisão da lei que Barrett co-escreveu em 1998 com o professor John H. Garvey, no qual argumentavam que os juízes católicos deveriam, em alguns casos, recusarem a julgar casos de pena de morte devido às suas objeções morais à pena. Pediu para "elaborar sobre as declarações e discutir como você vê a questão da fé versus cumprir a responsabilidade como juiz hoje", Barrett disse que participou em muitos recursos da pena de morte enquanto servia como escriturária de Scalia, acrescentando: "A minha afiliação pessoal à igreja ou a minha crença religiosa não suportaria o dever de ser juiz" e "Nunca é apropriado para um juiz impor as convicções pessoais, sejam elas decorrentes da fé ou de qualquer outro lugar, sobre a lei.".
A audiência tornou-a popular entre os conservadores religiosos. O questionamento de Feinstein e de outros senadores foi criticado por alguns republicanos e por outros observadores, como os presidentes da universidade John I. Jenkins e Christopher Eisgruber, como um inquérito impróprio sobre a crença religiosa de um candidato que empregou um "teste religioso" inconstitucional para o cargo; outros, como Nan Aron, defenderam a linha de questionamento de Feinstein.

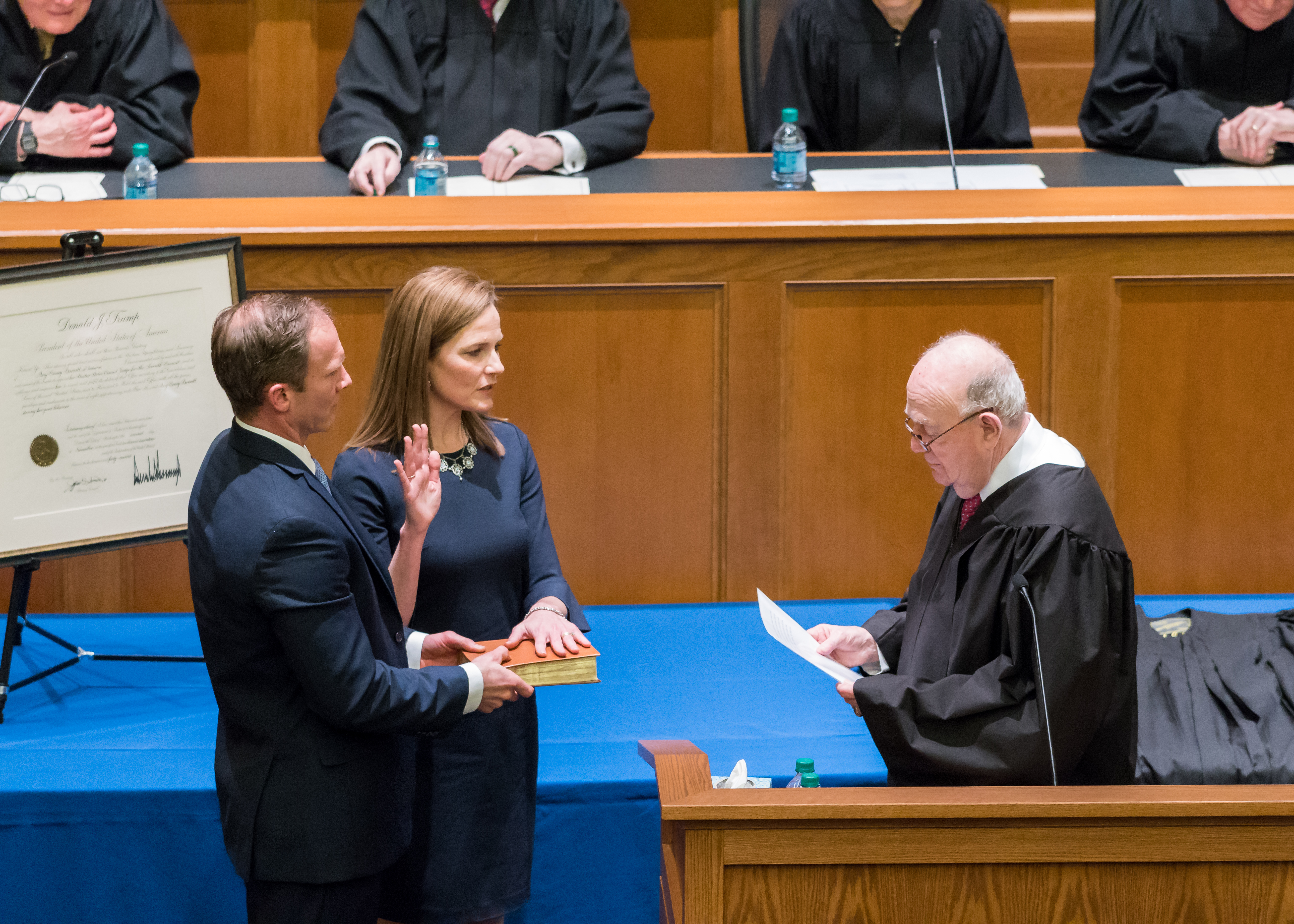
o juiz Laurence Silberman, para quem Barrett trabalhou pela primeira vez após a faculdade de direito, jurando-a na sua investidura para o Sétimo Circuito em 2018

A Lambda Legal, uma organização de direitos civis LGBT, assinou uma carta com outras 26 organizações de direitos dos homossexuais que opuseram-se à sua nomeação. A carta expressou dúvidas sobre a sua capacidade de separar a fé das suas decisões sobre assuntos LGBT. Na audiência do Senado, foi questionada sobre os precedentes legais LGBTQ marcantes como Obergefell v. Hodges, Estados Unidos contra Windsor, e Lawrence v. Texas. Dizendo que esses casos são "precedentes vinculantes" e que pretendia "seguir fielmente se confirmado" ao tribunal de apelações, conforme exigido por lei. A carta que Lambda Legal co-assinou dizia: "Simplesmente repetir que ela estaria vinculada ao precedente da Suprema Corte não ilumina — na verdade, ofusca — como a professora Barrett interpretaria e aplicaria precedentes quando confrontado com os tipos de dilemas que, em sua opinião, 'colocam juízes católicos em uma ligação'."
A sua nomeação foi apoiada por todos os funcionários da lei com quem ela trabalhou e todos os seus 49 colegas de faculdade na Faculdade de Direito de Notre Dame. Os 450 ex-alunos também assinaram uma carta ao Comité Judiciário do Senado apoiando a sua nomeação.
A 5 de outubro de 2017, o Comité Judiciário do Senado votou por 11 a 9 nas linhas partidárias para recomenda-la e relatar a sua nomeação ao Plenário do Senado. A 30 de outubro, o Senado invocou cloture, um processo parlamentar para dar um seguimento mais rápido ao processo de confirmação, por um voto de 54-42. Foi confirmada por 55 votos a 43 a 31 de outubro, com três democratas, Joe Donnelly, Tim Kainee e, Joe Manchin, votando nela. É a primeira e, única juíza mulher a ocupar um lugar em Indiana no Sétimo Circuito.

### Casos selecionados
No Sétimo Circuito, escreveu 79 opiniões majoritárias (incluindo duas que foram alteradas e uma que foi retirada na nova tentativa), quatro opiniões concomitantes (uma por opinião por decisão curiam), e seis opiniões dissidentes (seis publicadas e uma em ordem inédita).

#### Título IX das Emendas Educacionais de 1972
Em junho de 2019, o tribunal, numa decisão unânime escrita, restabeleceu um processo movido por um estudante da Universidade Purdue (John Doe) que havia sido considerado culpado de agressão sexual pela Universidade, o que resultou na suspensão de um ano, e na perda da sua bolsa de estudos da Marinha ROTC, e expulsão do ROTC da Marinha afetando a sua capacidade de seguir a carreira escolhida na Marinha. Doe alegou que o Comité Consultivo de Equidade da escola discriminava-o com base no seu sexo e violava os seus direitos ao devido processo legal por não entrevistar a suposta vítima, não permitindo que ele apresentasse provas para a sua defesa, incluindo uma declaração errónea de que ele confessou algumas das supostas agressões, e parece acreditar na vítima em vez do acusado sem ouvir de nenhuma das partes ou mesmo ter lido o relatório. O tribunal considerou que Doe havia alegado adequadamente e, que a universidade  privou-o da sua liberdade ocupacional sem o devido processo legal em violação da Décima Quarta Emenda e havia violado também os seus direitos de Título IX "impondo uma punição infetada por viés sexual", e remanejado ao Tribunal Distrital para novos procedimentos.

#### Discriminação no emprego
Em 2017, o Sétimo Circuito rejeitou o recurso do governo federal numa ação civil pública contra a AutoZone; a Comissão de Igualdade de Oportunidades de Emprego argumentou que a atribuição da AutoZone de funcionários para diferentes lojas com base na raça (por exemplo, "enviar funcionários afro-americanos para lojas em bairros altamente afro-americanos") violou o título VII da Lei de Direitos Civis. Depois disso, entrou para o tribunal quando recebeu uma petição para ensaiar en banc. Três juízes — a juíza-chefe Diane Wood e os juízes Ilana Rovner e David Hamilton— votaram pela concessão da audiência, e criticaram a opinião do painel dos três juízes como defendendo um " acordo separado, mas igual". Barrett não juntou-se ao parecer do painel, mas votou com quatro juízes para negar a petição para ensaiar o caso. A petição não teve sucesso por decisão de 5 a 3.
Em 2019, escreveu um parecer unânime do painel dos três juízes afirmando no julgamento sumário do caso Smith vs. Illinois Department of Transportation. Smith era um empregado negro que alegou discriminação racial após a sua demissão pelo departamento e que ele foi chamado de "negro estúpido" por um supervisor negro; o departamento alegou, que Smith falhou nas expectativas de nível de trabalho durante os períodos probatórios. Escreveu que o uso da calúnia racial era notório, mas o testemunho de Smith não mostrou nenhuma evidência de que a sua experiência subjetiva no local de trabalho mudou por causa da calúnia, nem mudou o fato do departamento de que sua dispensa estava relacionada ao "desempenho ruim".

#### Imigração

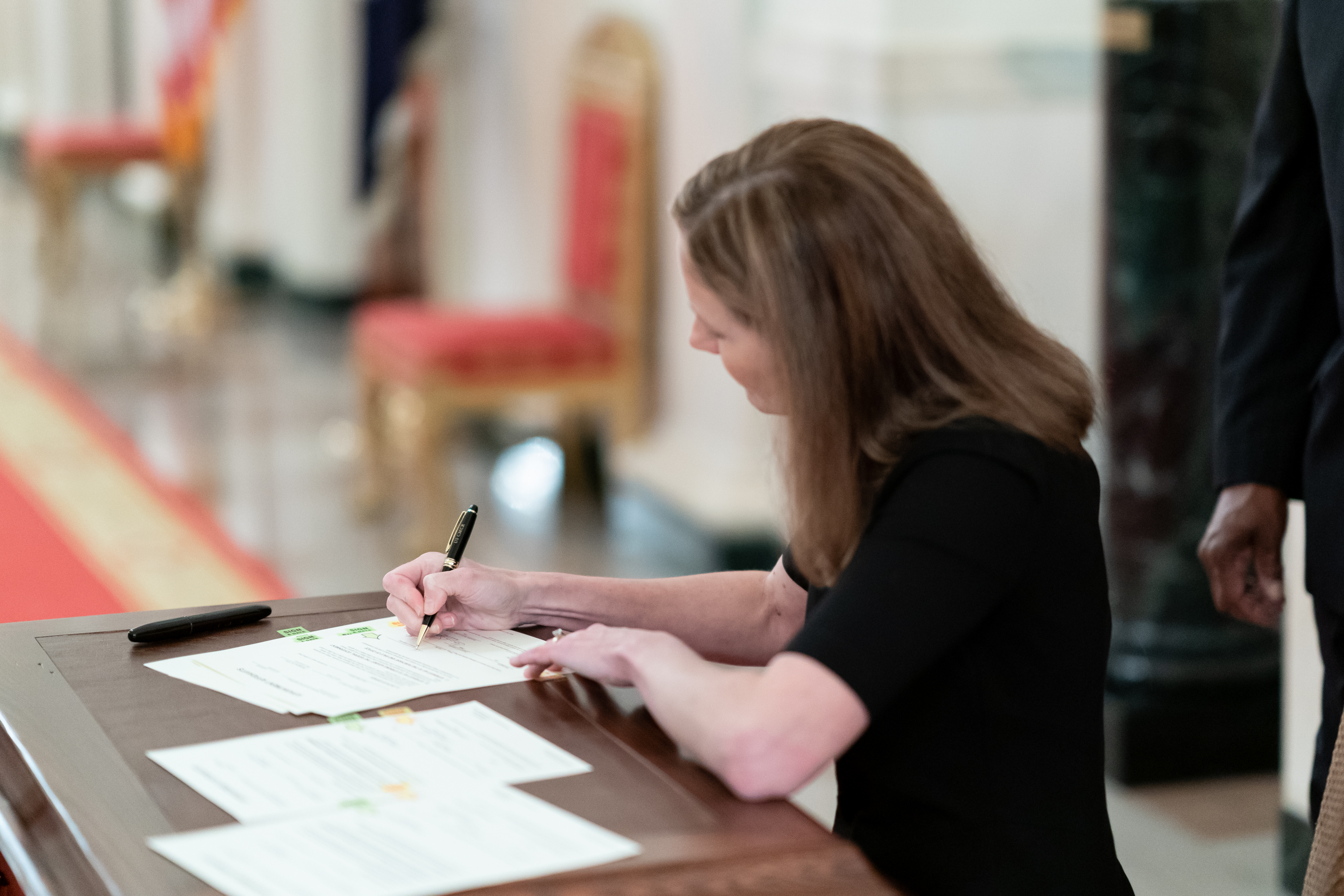
Amy Coney Barrett assinando um documento.

Em junho de 2020, escreveu uma dissidência de 40 páginas quando a maioria confirmou uma liminar contra a controversa "regra da acusação pública" do governo Trump, que aumentou o padrão para a obtenção de um green card. Na sua dissidência, argumentou que qualquer não cidadão que se desfaz dos benefícios governamentais por causa da regra o faz devido à confusão sobre a regra em si e não a partir de sua aplicação, escrevendo que a grande maioria das pessoas sujeitas à regra não são elegíveis para benefícios governamentais em primeiro lugar. No mérito, afastou-se dos seus colegas Wood e Rovner, considerando que a interpretação do DHS sobre essa matéria não era razoável sob o Passo Dois da Chevron. Defendendo, que a nova regra enquadrava-se no amplo escopo de discrição concedida ao Executivo pelo Congresso através da Lei de Imigração e Nacionalidade. A questão da carga pública é objeto de uma divisão de circuitos.
Em maio de 2019, o tribunal rejeitou o desafio de um cidadão iemenita e do seu marido cidadão americano à decisão de um oficial consular de negar duas vezes o seu pedido de visto sob a Lei de Imigração e Nacionalidade. O cidadão americano argumentou que isso havia-o privado do direito constitucional de viver nos Estados Unidos com o seu cônjuge. Num parecer majoritário de 2 a 1 da sua autoria, o tribunal considerou que a reivindicação do requerente foi devidamente rejeitada sob a doutrina da não retro visibilidade consular. Recusando-se a abordar se o marido tinha tido negado um direito constitucional (ou se o direito constitucional de viver nos Estados Unidos com o seu cônjuge existia de todo) porque a decisão do oficial consular de negar o pedido de visto era facilmente legítima e de boa fé, e sob o precedente da Suprema Corte, em tal caso os tribunais não "olharão para trás do exercício dessa discrição". A disputa dizia respeito ao que é preciso para satisfazer esse padrão. Uma petição para a novação en banc foi negada, com o juiz-chefe Wood, acompanhado por Rovner e Hamilton, dissidentes.

#### Casos relacionados ao aborto
Nunca decidiu nenhum caso diretamente sobre o aborto, mas ela votou para ensaiar um desafio bem-sucedido à lei de notificação parental de Indiana em 2019. Em 2018, votou contra derrubar outra lei de Indiana que exigia o enterro e, ou a cremação dos restos fetais. Em ambos os casos, votou com a minoria. Mais tarde, a Suprema Corte restabeleceu a lei dos restos fetais, e em julho de 2020 ordenou uma nova audiência no caso de notificação dos pais.
Em fevereiro de 2019, juntou-se a uma decisão unânime do painel que defendia uma "portaria de bolhas" de Chicago que proíbe a aproximação a uma certa distância de uma clínica de aborto ou de seus clientes sem consentimento. Citando a decisão da Zona Tampão do Supremo Tribunal em Hill v. Colorado, o tribunal rejeitou o desafio dos demandantes à portaria por motivos da Primeira Emenda.

#### Segunda Emenda
Em março de 2019, discordou quando o tribunal manteve a lei federal que proibia criminosos de possuir armas de fogo. A maioria rejeitou o desafio aplicado pelo autor Rickey Kanter, que havia sido condenado por fraude postal, e manteve o estatuto de desapropriação como "substancialmente relacionado a um importante interesse do governo na prevenção da violência armada". Na sua dissidência, argumentou que, embora o governo tenha um interesse legítimo em negar posse de armas a criminosos condenados por crimes violentos, não há evidências de que negar armas a criminosos não violentos promova esse interesse, e que a lei viola a Segunda Emenda. O presidente Trump perdoou Kanter em dezembro de 2020.

#### Processo penal
Em maio de 2018, discordou quando a maioria do painel descobriu que o direito de um acusado de advogado foi violado quando o juiz do tribunal estadual questionou diretamente o acusado enquanto proibia o seu advogado de falar. Após a nova ação en banc, a maioria dos juízes do circuito concordaram com a sua posição.
Em agosto de 2018, escreveu para um painel unânime quando determinou que a polícia não tinha causa provável para revistar um veículo baseado apenas numa denúncia anónima de que as pessoas estavam "brincando com armas", porque nenhum crime havia sido alegado. Distinguiu Navarette contra Califórnia e escreveu: "a polícia estava certa em responder à ligação anónima vindo ao estacionamento para determinar o que estava acontecendo. Mas determinar o que estava acontecendo e imediatamente apreender as pessoas na chegada são duas coisas diferentes, e a última foi prematura... O caso de Watson apresenta uma chamada próxima. Mas esta cai do lado errado da Quarta Emenda".
Em fevereiro de 2019, escreveu para um painel unânime quando descobriu que a decisão dos policiais não era razoável ao assumir "que uma mulher que atende a porta de roupão tem a autoridade para consentir numa busca na residência de um suspeito masculino". Portanto, o tribunal distrital deveria ter concedido a moção do réu para suprimir provas encontradas na residência como fruto de uma busca inconstitucional.

#### Imunidade qualificada
Em janeiro de 2019, escreveu para um painel unânime quando negou imunidade qualificada a uma ação civil solicitada por um réu que, como o detetive de homicídios, havia fornecido conscientemente informações falsas e enganosas na declaração da causa provável que foi usada para obter um mandado de prisão para o suspeito. As acusações foram posteriormente retiradas e o autor foi solto. O tribunal considerou que as mentiras e omissões do réu violaram a "lei claramente estabelecida" e os direitos da Quarta Emenda do autor e, portanto, o detetive não foi protegido por imunidade qualificada.
Em Howard v. Koeller (7th Cir. 2018), numa ordem assinada por um painel de três juízes que incluía-a, o tribunal descobriu que a imunidade qualificada não protegia um agente penitenciário que havia rotulado um prisioneiro de "delator" e, assim, expô-lo ao risco dos seus companheiros de prisão.

#### Ambiente
Em Orchard Hill Building Co. v. U.S. Army Corps of Engineers, 893 F.3d 1017 (7th Cir. 2018), juntou-se a uma decisão unânime do painel, escrita pela juíza Amy J. St. Eve, num caso trazido por um construtor de propriedades que contesta a determinação do Corpo de Engenheiros do Exército, de que um pantanal a 11 milhas (18 km) do rio mais próximo estava entre as "águas dos Estados Unidos". O tribunal considerou que o Corpo não havia fornecido evidências substanciais de um anexo significativo para águas navegáveis sob a concordância do juiz Kennedy na decisão do Supremo Tribunal em Rapanos v. Estados Unidos. O caso foi remetido ao Corpo para reconsiderar se existe um anexo tão significativo entre as zonas húmidas em questão e águas navegáveis para que ele mantenha a jurisdição sobre a terra.

#### Defesa do consumidor
Em junho de 2018, escreveu para um painel unânime quando descobriu que uma demandante não poderia processar a Teva Pharmaceuticals por supostos defeitos no seu DIU devido à falta de testemunhos de especialistas de apoio, escrevendo: "a questão da causalidade no seu caso não é óbvia".

#### Medidas do Coronavírus
No início de setembro de 2020, juntou-se à opinião de Wood, defendendo a negação do tribunal distrital no pedido do partido republicano de Illinois de limitar e, para bloquear as ordens de proteção do covid-19 do governador J.B. Pritzker.

#### Processo civil e em pé
Em junho de 2019, escreveu para um painel unânime quando descobriu que a Lei de Práticas de Cobrança de Dívidas Justas não podia criar uma causa de ação a um devedor, que havia recebido cartas de cobrança sem notificações exigidas pelo estatuto, porque ele não deu prejuízo para criar legitimidade constitucional para processar de acordo com o Artigo III. A questão criou uma divisão no circuito.
Em agosto de 2020, escreveu para um painel unânime quando considerou que um caminhoneiro local não tinha posição para recorrer de uma ordem no caso Shakman porque não era formalmente uma parte do caso. O sindicato não interveio na ação, mas apenas apresentou um memorando no tribunal distrital contra uma moção, que o Sétimo Circuito determinou ser insuficiente para dar ao sindicato o direito de apelar.

## Nomeação para o Supremo Tribunal

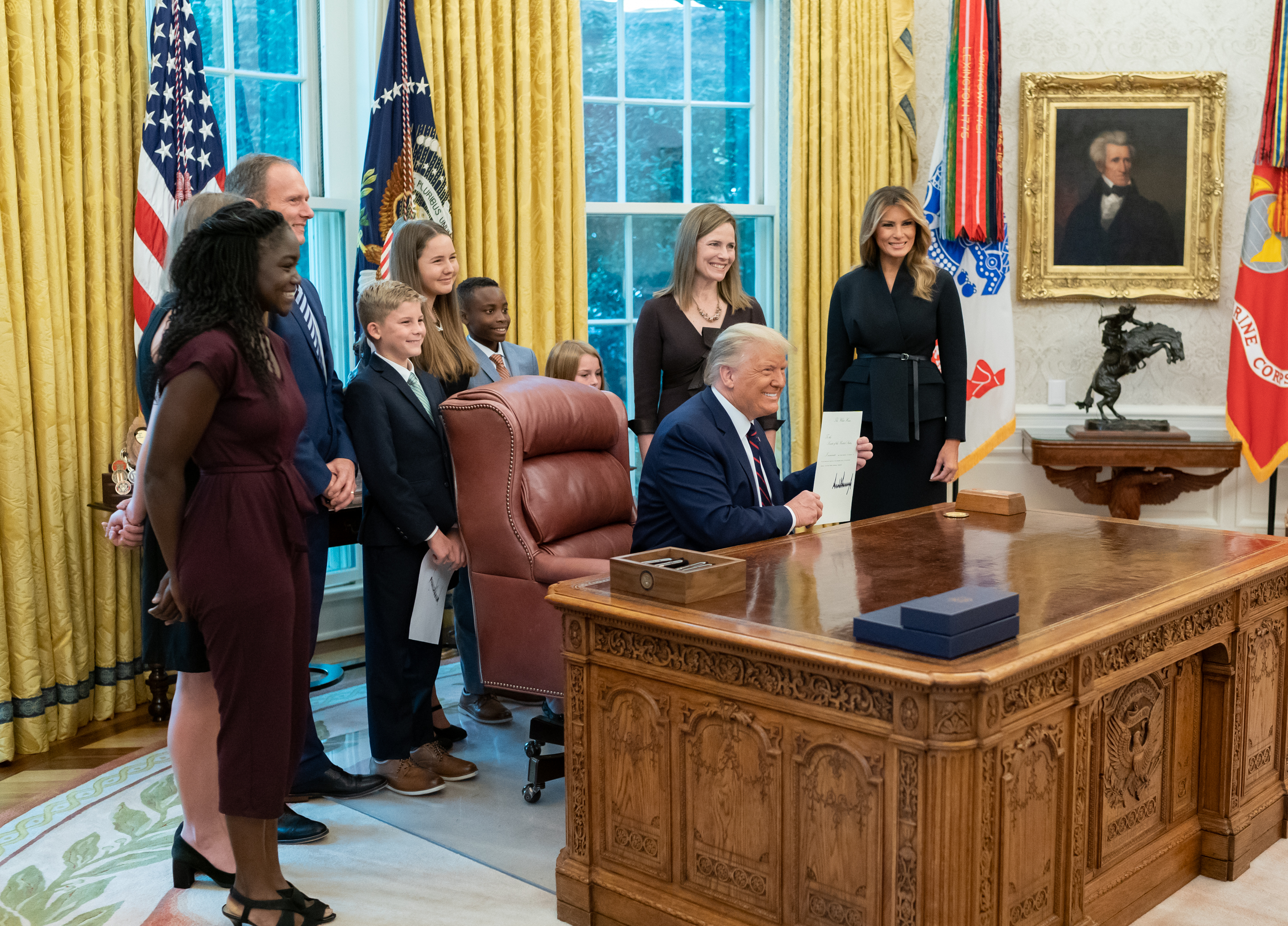
Presidente Donald Trump nomea Barrett para o Suprema Corte a 26 de setembro de 2020.

Estava na lista de Trump dos candidatos potenciais para o Supremo Tribunal desde 2017, quase imediatamente após a confirmação do seu tribunal de apelações. Em julho de 2018, após o anúncio da aposentadoria do juiz Anthony Kennedy, foi supostamente uma dos três finalistas que Trump considerou, junto com Kavanaugh e o juiz Raymond Kethledge.
Após a seleção de Kavanaugh em 2018, foi vista como uma possível candidata para uma futura vaga no Supremo Tribunal Norte Americano. Ginsburg morre a 18 de setembro de 2020, e o seu nome foi amplamente mencionado como favorito para sucedê-la. A 26 de setembro de 2020, Trump acaba por nomeá-la para o Supremo Tribunal.
A sua nomeação foi geralmente apoiada pelos republicanos, que procuraram confirmá-la antes do dia da eleição. Sendo a favorita entre a direita cristã e os conservadores sociais. Os democratas em geral opuseram-se à nomeação e opuseram-se a preencher a vaga do tribunal durante a campanha para as eleições presidenciais de 2020, na qual a votação já estava em andamento em muitos estados no momento dos procedimentos da nomeação. Os democratas ficaram irritados com a decisão de preencher a vaga num ano de eleição presidencial apenas 35 dias antes da eleição, já que a maioria republicana do Senado recusou-se a considerar a indicação de Merrick Garland pelo presidente Barack Obama em 2016, mais de nove meses antes do final da sua presidência.

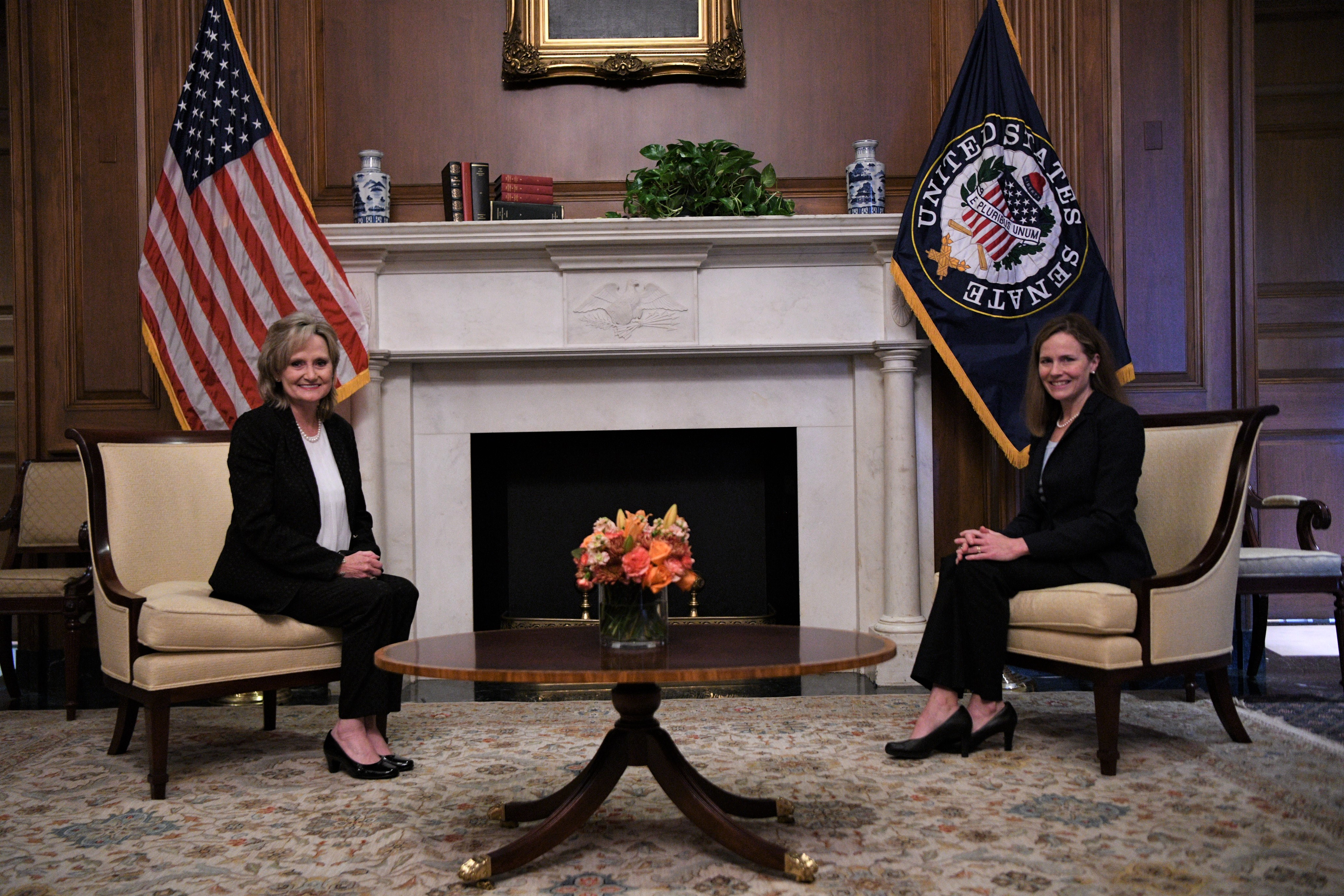
Barret com a senadora, Cindy Hyde-Smith.

Em outubro, a American Bar Association classificou-a como "bem qualificada" para a abertura da Suprema Corte, a sua classificação mais alta. A ABA limitou a sua avaliação às qualidades de "integridade, competência profissional e temperamento judicial". A sua cerimónia de nomeação para o Supremo Tribunal foi notável por fazer parte do surto de COVID-19 na Casa Branca. A 5 de outubro, o senador Lindsey Graham agendou formalmente a audiência de confirmação, que começou a 12 de outubro conforme planejado e durou quatro dias.
A 22 de outubro de 2020, o Comité Judiciário relatou a sua confirmação favoravelmente por uma votação de 12-0, com todos os 10 democratas boicotando a reunião do comité. A 25 de outubro, o Senado votou em linhas partidárias quase exatas para encerrar o debate sobre a confirmação. A 26 de outubro, o Senado confirmou-a para o Supremo Tribunal numa votação de 52–48. Todos os senadores republicanos, exceto Susan Collins, votaram para aprovar a indicação e todos os democratas votaram na oposição. Tendo feito o juramento judicial a 27 de outubro de 2020.

## Juíza associada do Supremo Tribunal (2020-presente)

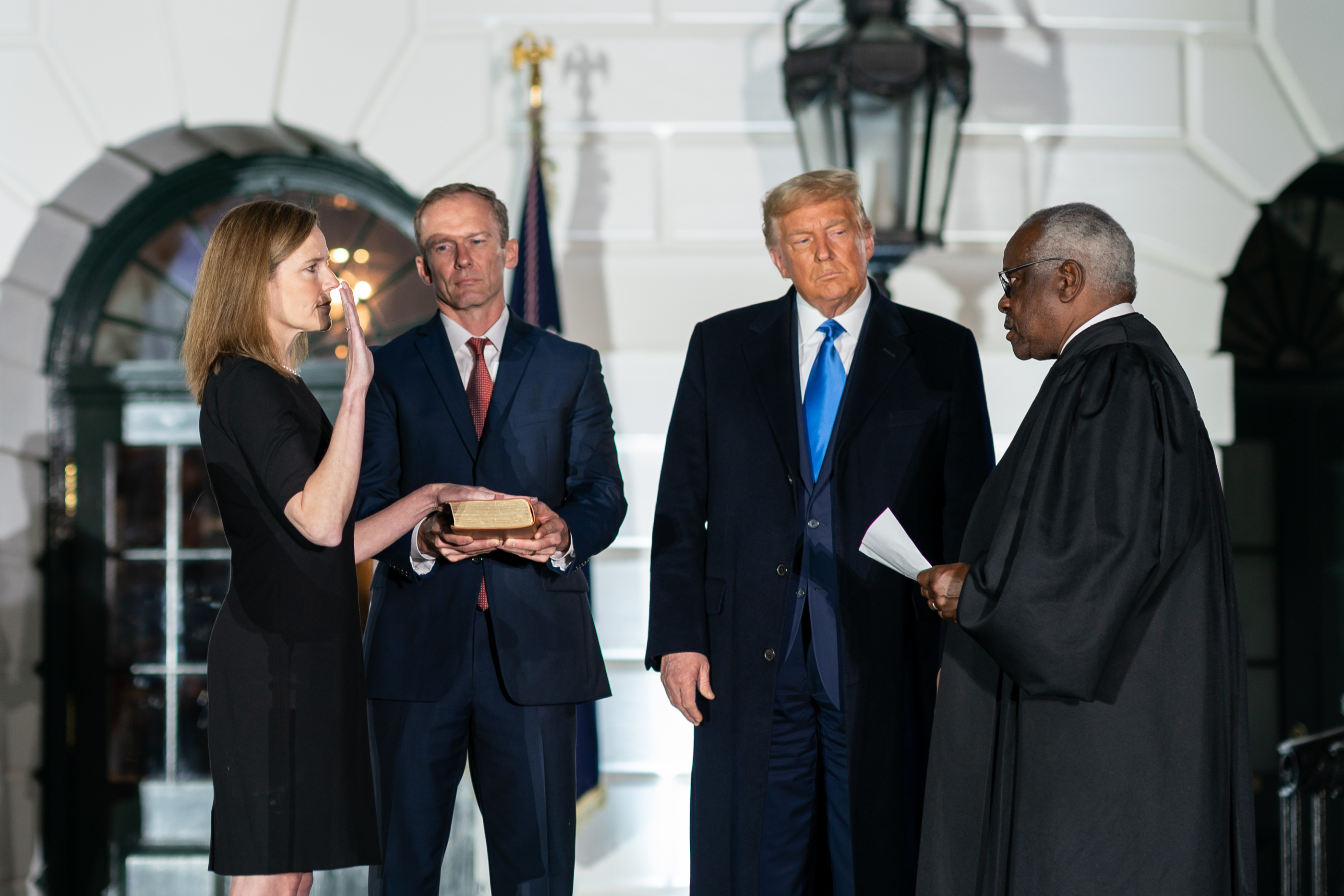
O juiz Clarence Thomas administra o juramento de posse a Barrett a 26 de outubro de 2020 na Casa Branca ao lado do presidente Donald Trump.

Tornou-se a 103ª juiza associada do Supremo Tribunal dos Estados Unidos a 27 de outubro de 2020. Na noite da votação de confirmação, Trump organizou uma cerimônia de juramento na Casa Branca. Barrett pediu, ao juiz Clarence Thomas para administrar o juramento de posse , o primeiro de dois juramentos necessários. Tendo posteriormente feito o juramento judicial, administrado pelo Chefe de Justiça John Roberts, no dia seguinte.
Ao ingressar no Supremo, tornou-se a única juíza a não receber o seu Juris Doctor em Harvard ou Yale. Também é a primeira juíza sem diploma da Ivy League desde a aposentadoria de John Paul Stevens (que formou-se na Universidade de Chicago e na Northwestern University School of Law) e a primeira mulher a ser nomeada desde Sandra Day O'Connor, que formou-se na Universidade de Stanford e na Stanford Law School. Sendo a primeira graduada da Faculdade de Direito de Notre Dame e a primeira ex-membro da faculdade de Notre Dame a servir no Supremo Tribunal.
Usa o sobrenome de solteira e casada em público, tendo escolhido ser chamada de "Juíza Barrett" em ordens escritas e nas opiniões do tribunal, como fez quando foi juíza do Sétimo Circuito.

### Atribuição do circuito

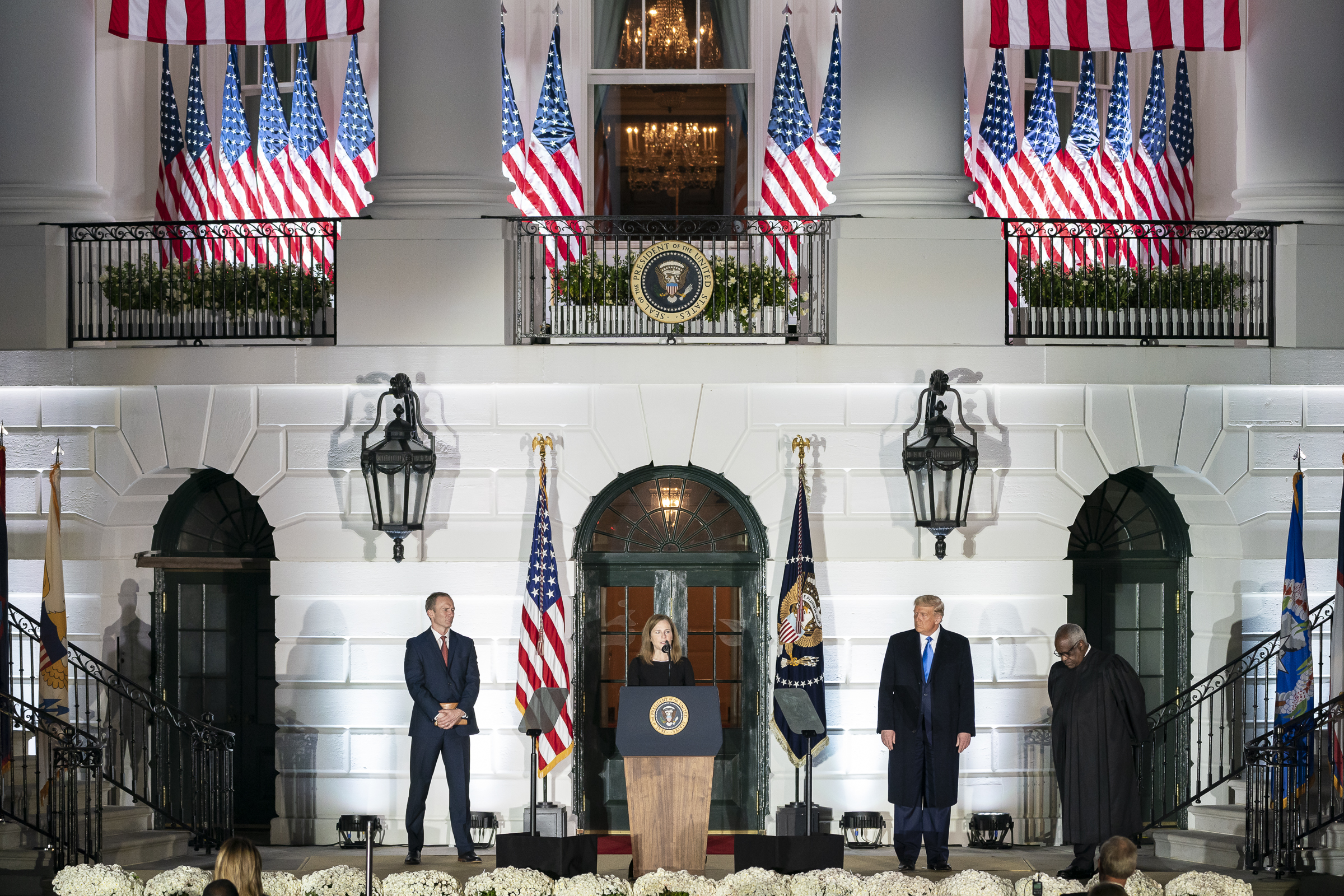
Amy Coney Barrett, discursando na sua tomada de posse

Em novembro de 2020, foi designada para o Sétimo Circuito. As atribuições desta atribuição incluem responder a pedidos de emergência ao Tribunal que surgem da jurisdição do circuito, seja por ela mesma ou por encaminhá-los ao Tribunal pleno para revisão.

### Participação precoce de argumento oral

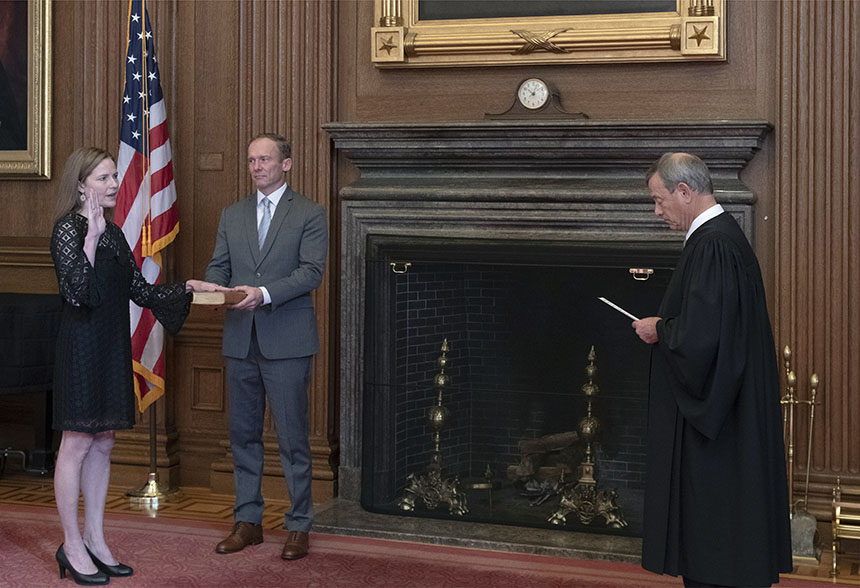
O Chefe de Justiça John Roberts administra o juramento judicial a Barrett a 27 de outubro de 2020. O marido do juiz Barrett, Jesse M. Barrett, detém a Bíblia.

Tendo contratado os seus quatro funcionários da lei, participou na sua primeira discussão oral a 2 de novembro, ouvindo o caso U.S. Fish and Wildlife Service v. Sierra Club.
A 4 de novembro, o Tribunal ouviu Fulton vs. Filadélfia, no qual o autor, Serviços Sociais Católicos, processou a cidade da Filadélfia após ter sido negado um novo contrato sob a Portaria de Práticas Justas da cidade, que proíbe a discriminação em acomodações públicas. A CSS, afiliada à Arquidiocese, disse que, por razões religiosas, não pode vetar adequadamente potenciais pais adotivos que são casais gays. CSS argumentou que, sob precedente relevante, o Tribunal deveria achar que o CSS era como uma instituição de caridade baseada na fé foi injustamente apontado, uma vez que a cidade permite exceções baseadas em raça e deficiência dentro de colocações de acolhimento. CSS alegou ainda que a lei não é neutra, como exigido pela decisão da Corte de 1990 Employment Division v. Smith, que permite ao governo impor leis neutras e geralmente aplicáveis sem ter que abrir exceções para as religiões individuais, porque a cidade rotulou os motivos do CSS de "discriminação que ocorre sob o pretexto da liberdade religiosa". De acordo com o New York Times, as perguntas de Barrett durante as sustentações orais foram "uniformes e não revelaram a sua posição".

### Primeiros votos no Supremo Tribunal

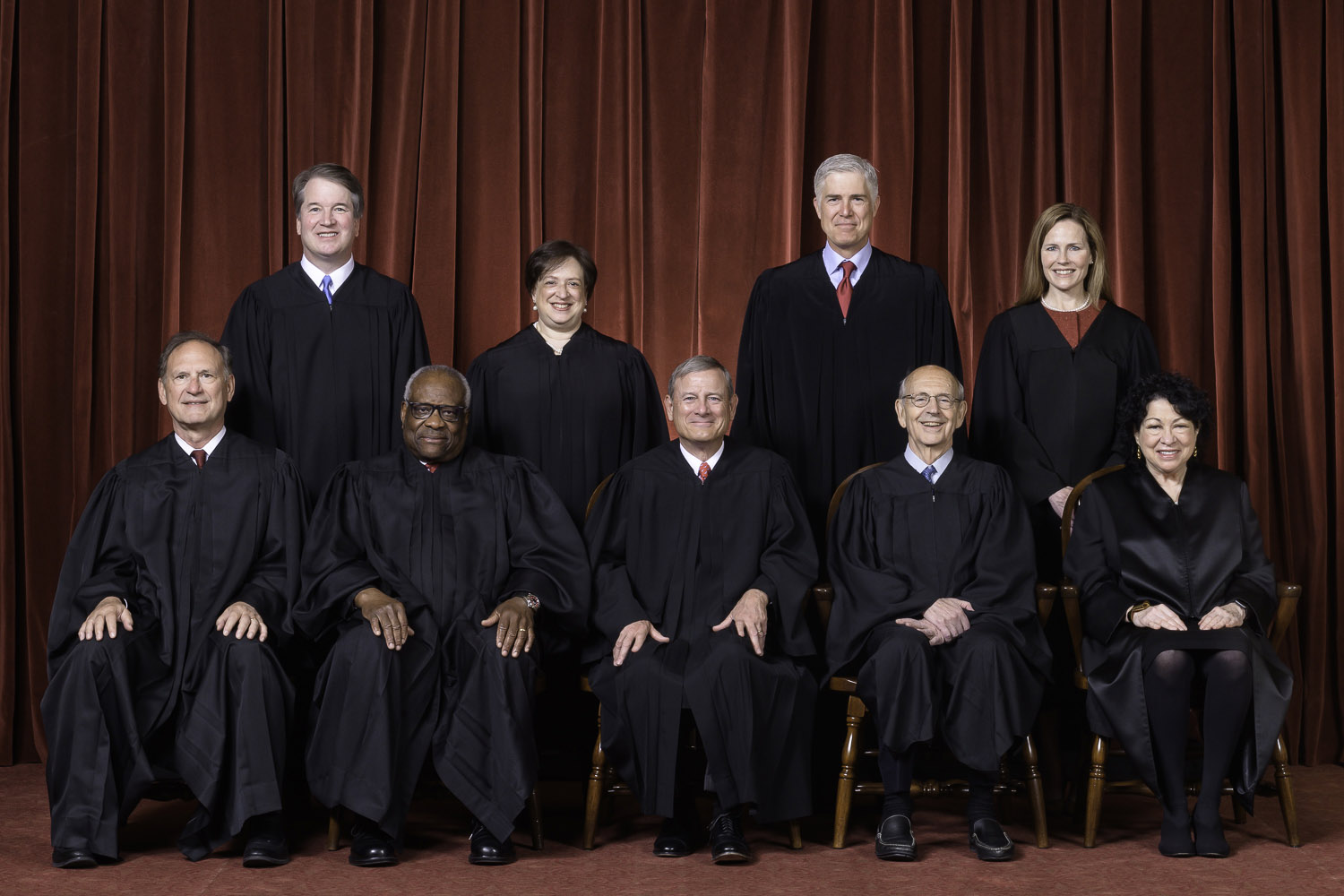
Todos os juízes associados e o chefe de justiça da Suprema Corte dos Estados Unidos.

A 26 de novembro de 2020, juntou-se à maioria do Supremo Tribunal na Diocese Católica Romana de Brooklyn v. Cuomo,592 U. S. (2020), num processo cautelar assinada 5-4 a favor da Diocese Católica Romana de Brooklyn e da organização judaica ortodoxa Agudath Israel of America, dizendo que certas restrições do COVID instituídas pelo governador de Nova York Andrew Cuomo provavelmente haviam violado a Cláusula de Exercício Livre da Primeira Emenda, na medida em que "selecionou as casas de culto para um tratamento especialmente severo". O Tribunal disse que as restrições provavelmente afetaram o direito fundamental do livre exercício da religião sem que a sua (em linguagem jurídica constitucional) passasse no teste legal de "escrutínio rigoroso". A ordem de Cuomo era mais restritiva do que as ordens governamentais envolvidas em casos semelhantes envolvendo igrejas na Califórnia e Nevada que o tribunal tinha permitido manter por 5-4 votos. Em discordância, o Chefe de Justiça Roberts não viu razão para o Tribunal intervir antes que o Tribunal de Apelações do Segundo Circuito revisasse o assunto, na medida em que o Estado de Nova York já havia substituído regras revisadas "pelo menos tão favoráveis quanto o alívio que buscam atualmente". Ross Guberman, autor de Point Taken: How to Write Like the World's Best Judges, disse ao Times que acreditava que Barrett era a principal autora da decisão do tribunal por causa do seu tom medido e escolhas de palavras, incluindo o uso da palavra "show". Em discordância, o juiz Sotomayor, acompanhado pelo juiz Kagan, argumentou que, de acordo com o precedente da Divisão de Emprego do Tribunal contra Smith, o caso não justificava a aplicação de "escrutínio rigoroso". Escrevendo, que: "Os juízes deste tribunal jogam um jogo mortal em duvidar do julgamento pericial das autoridades de saúde sobre os ambientes em que um vírus contagioso, agora infetando um milhão de americanos a cada semana, se espalha mais facilmente. [...] Os Estados não podem discriminar as instituições religiosas, mesmo diante de uma crise tão mortal como esta. Mas esses princípios não estão em jogo hoje.
Deu o seu primeiro parecer pessoal a 5 de fevereiro de 2021, no caso South Bay United Pentecostal Church v. Newsom.

### Política ambiental
É autora da sua primeira opinião majoritária no Serviço de Pesca e Vida Selvagem dos Estados Unidos contra o Sierra Club, que foi decidido a 4 de março de 2021. Tradicionalmente, o primeiro parecer proferido por um novo juiz reflete a opinião de um tribunal unânime, mas nem sempre. Enquanto Gorsuch e Kavanaugh escreveram primeiras opiniões unânimes, Barrett, como a sua antecessora, a juiza Ginsburg, escreveu uma opinião para um tribunal dividido.
Embora tenha pronunciando-se contra ambientalistas em março, votou contra as refinarias de petróleo na sua primeira dissidência, Hollyfrontier Cheyenne Refining v. Renewable Fuels Association.

## Filosofia judicial, escritos académicos, discursos e opiniões políticas
Muitos dos escritos académicos são sobre um imperativo professado de que os juristas limitam o seu trabalho a determinar os significados de textos constitucionais e estatutários, conciliando esses significados com o precedente da Suprema Corte, e usando tal precedente para mediar entre várias filosofias jurisprudenciais.
De acordo com uma análise dos professores de direito da Universidade da Virgínia Joshua Fischman e Kevin Cope, foi a juiza do Sétimo Circuito mais correta, embora não estatisticamente distinguido de seis outros juízes nomeados pelos republicanos na corte. Em comparação com os outros juízes do Sétimo Circuito, foi a mais conservadora nas questões de direitos civis e menos conservadora nos casos envolvendo discriminação no emprego, trabalhistas e réus criminais. De acordo com uma revisão da Reuters, as suas decisões do Sétimo Circuito mostraram que estava do lado da polícia e dos guardas prisionais quando eram acusados de força excessiva. Jay Schweikert acredita que as suas "decisões parecem aplicações razoáveis do precedente existente". O comentador jurídico Jacob Sullum argumenta que, enquanto Barrett estava no tribunal de apelação dos EUA, tinha "uma visão restrita do escopo da doutrina".

### Textualismo e originalismo
É considerada uma textualista, um proponente da ideia de que os estatutos devem ser interpretados literalmente, sem considerar a sua história legislativa ou propósito subjacente, e uma originalista (do original-público-significado, em vez de original-intenção, variedade), um proponente da ideia de que a Constituição deve ser interpretada como percebida no momento da promulgação. Segundo a sua opinião, "O originalismo é caracterizado por um compromisso com dois princípios fundamentais. Em primeiro lugar, o significado do texto constitucional é fixado no momento da sua ratificação. Em segundo lugar, o significado histórico do texto "tem significado jurídico e é autoritário na maioria das circunstâncias".
Trabalhou para o juiz Antonin Scalia, falou como também escreveu sobre a sua admiração pela sua adesão ao texto dos estatutos e ao originalismo, escrevendo: "A sua filosofia judicial também é minha. Um juiz deve aplicar a lei como escrito. Os juízes não são formuladores de políticas, e eles devem ser resolutos em deixar de lado quaisquer opiniões políticas que possam ter". Num artigo, citou Scalia sobre a importância do significado original da Constituição: "A validade do governo depende do consentimento dos governados... O que o povo concordou quando adotaram a Constituição... é o que deve nos governar. Num artigo de 2017 na revisão da lei Constitucional Comentário, revisando um livro de Randy E. Barnett, escreveu: "O significado público original da Constituição é importante não porque aderir a ela limita a discricionariedade judicial, mas porque é a lei... O significado da Constituição é fixado até que seja legalmente alterado; assim, o tribunal deve manter o significado público original do texto, mesmo que exagere a preferência de uma maioria atual".
Tem criticado a teoria do processo legal, o que dá um papel mais expansivo à teoria na formação da interpretação do direito do que do textualismo e do originalismo. Dizendo, que um exemplo da abordagem "baseada em processos" pode ser encontrado em King v. Burwell, no qual o Supremo Tribunal, por razões relacionadas ao processo legislativo pouco ortodoxo que produziu a Lei de Cuidados Acessíveis, interpretou a frase "Intercâmbio estabelecido pelo Estado" para significar "Intercâmbio estabelecido pelo Estado ou pelo governo federal".

#### Suspensão de habeas corpus
Num artigo de jornal, "Suspensão e Delegação", observou que constitucionalmente apenas o Congresso tem a autoridade de decidir os termos sob os quais o habeas corpus pode ser legitimamente suspenso. Em todas, exceto uma das suspensões anteriores do habeas corpus, considerando, que o Congresso violou a Constituição "ao promulgar um estatuto de suspensão antes de uma invasão ou rebelião ocorrer e, em alguns casos, antes mesmo de um deles estar no horizonte". Num ensaio educacional, ficou do lado dos dissidentes em Boumediene v. Bush depois de considerar fatores históricos.

#### Precedente
Na sua audiência de confirmação do Senado em 2017 para o 7º Tribunal de Apelações, disse que seguiria o precedente da Suprema Corte enquanto estivesse na bancada de apelação. Em 2020, durante o seu discurso de aceitação de nomeação no Roseiral da Casa Branca, disse: "Os juízes não são formuladores de políticas, e devem ser resolutos em deixar de lado quaisquer opiniões políticas que possam ter"; também disse que os juízes "devem aplicar a lei como escrito". Ela explicou a sua visão de precedente em resposta a perguntas na audiência.
Num artigo de 2013 na Texas Law Review sobre a doutrina do precedente, listou sete casos que acreditava que deveriam ser considerados "super precedentes" — casos que o tribunal nunca consideraria derrubar. Eles incluíram Brown v. Board of Education e Mapp v. Ohio (incorporando a Quarta Emenda aos Estados), mas especificamente excluído Roe v. Wade (1973). Ao explicar por que foi excluído, fez referência à bolsa concordando que, para se qualificar como "super precedente", uma decisão deve ter apoio generalizado não só de juristas, mas de políticos e do público em geral, na medida em que se torne imune à reversão ou desafio (por exemplo, a constitucionalidade do dinheiro em papel). Argumentou que o povo deve confiar na validade de uma decisão a tal ponto que o assunto tenha sido retirado "da agenda do tribunal", com os tribunais inferiores não levando mais a sério os desafios. Apontou a Planned Parenthood v. Casey (1992) como evidência de que Roe não havia atingido esse status, e citou Richard H. Fallon Jr.: "[A] decisão tão feroz e duradouramente contestada como Roe v. Wade não adquiriu imunidade de séria reconsideração judicial, mesmo que os argumentos para anular ela não tenham sucesso".
Sobre a relação do textualismo com o precedente, disse: "Faz sentido que alguém comprometido com uma teoria textualista encontre mais frequentemente precedentes em conflito com a sua interpretação da Constituição do que aquele que adota uma abordagem mais flexível e considerada". Fazendo referência a um estudo de Michael Gerhardt que descobriu que, a partir de 1994, dois juízes naquele século haviam pedido a anulação de mais precedentes do que os juízes Scalia e Hugo Black, ambos textualistas, embora Black fosse um liberal e Scalia um conservador.

#### Lei de Cuidados Acessíveis
Em 2012, assinou uma carta criticando a abordagem do governo Obama de fornecer aos funcionários de instituições religiosas cobertura anticoncepcional sem que as instituições religiosas paguem por isso.
Tem criticado a opinião majoritária escrita pelo Chefe de Justiça John Roberts na Federação Nacional de Empresas Independentes contra Sebelius (2012) e, que defendeu a constitucionalidade do mandato individual da Affordable Care Act. Escrevendo em 2017: "O Chefe de Justiça Roberts empurrou o Affordable Care Act para além do seu significado plausível para salvar o estatuto. Ele interpretou a pena imposta àqueles sem seguro saúde como um imposto, o que lhe permitiu sustentar a lei como um exercício válido do poder tributário; se tivesse ele tratado o pagamento como o estatuto tratou - como uma penalidade - ele teria que invalidar o estatuto como estando além do poder de comércio do Congresso".

#### Aborto
Opõe-se ao aborto. Em 2006, assinou um anúncio feito pelo St. Joseph County Right to Life, um grupo anti-aborto, num jornal de South Bend, Indiana. O anúncio dizia: "Nós, os seguintes cidadãos de Michiana, opomo-nos ao aborto sob demanda e defendemos o direito à vida desde a fertilização até a morte natural. Por favor, continuem orando para acabar com o aborto". Numa segunda página do anúncio dizia: "É hora de pôr fim ao legado bárbaro de Roe v. Wade e restaurar leis que protegem a vida de crianças não nascidas". Em 2013 assinou outro anúncio contra Roe v. Wade que apareceu no jornal estudantil de Notre Dame e descreveu a decisão como tendo "matado 55 milhões de crianças não nascidas". No mesmo ano, falou em dois eventos anti-aborto na universidade.

## Vida pessoal

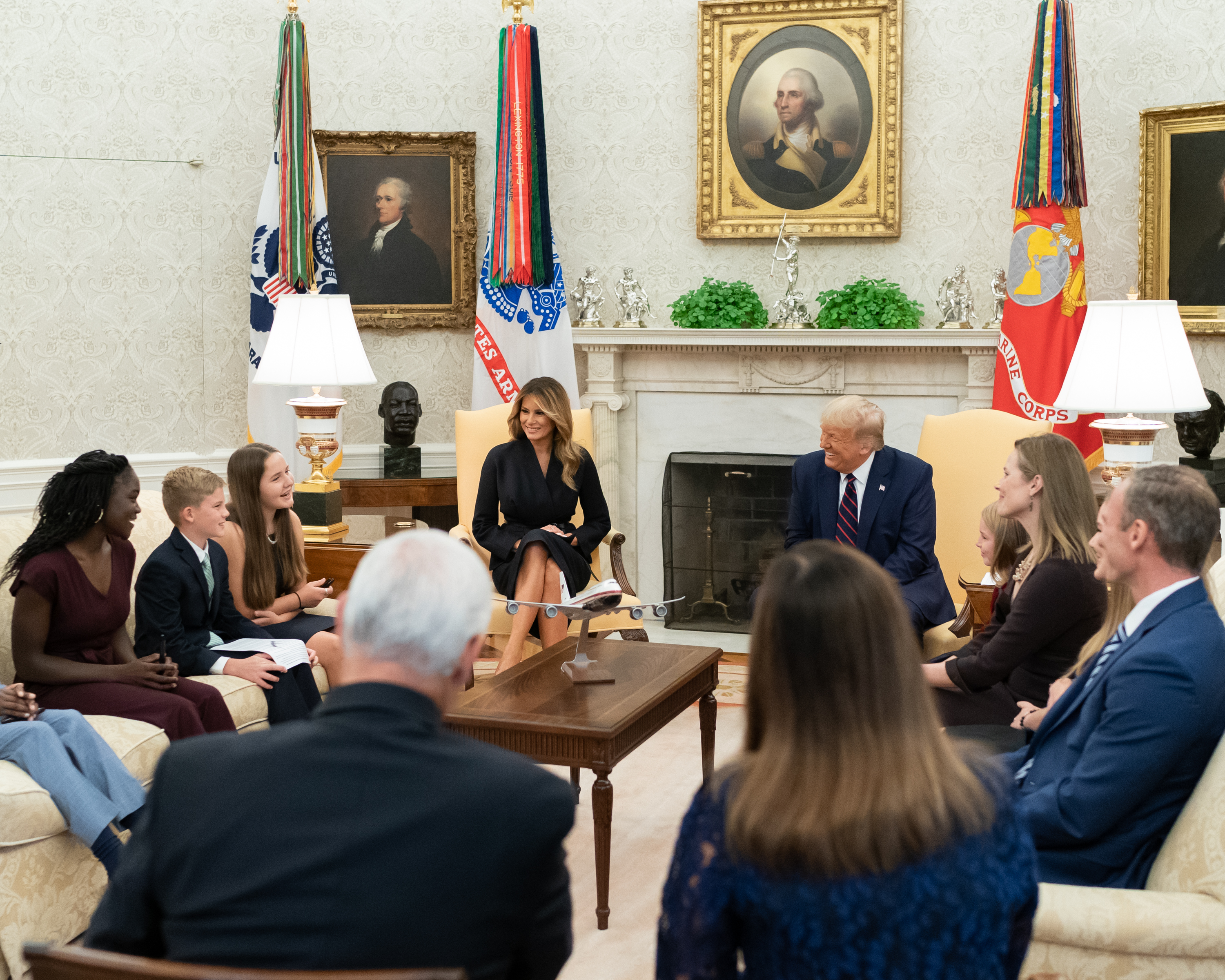
Barrett e sua família com o presidente Trump, o vice-presidente Mike Pence, e a Primeira-dama, Melania Trump a 26 de setembro de 2020

Em 1999, casou-se com o colega graduado da Notre Dame Law School, Jesse M. Barrett, um sócio da SouthBank Legal - LaDue Curran & Kuehn LLC, em South Bend, Indiana, sendo também um professor de direito da Notre Dame Law School. Anteriormente, Jesse Barrett havia trabalhado como Advogado Assistente dos EUA para o Distrito Norte de Indiana por 13 anos. O casal morava em South Bend e tem sete filhos, dois dos quais foram adotados no Haiti, um em 2005 e um após o terremoto no Haiti em 2010. Quando confirmada para juiza da suprema corte vendeu a sua casa para morar em Washington. O seu filho biológico mais novo tem síndrome de Down. A tia de Jesse ajudou a cuidar das crianças na sua casa, começando quando a mais velha tinha cerca de um ano de idade.
É católica praticante. Foi criada na comunidade cristã para eclesiástica People of Praise, uma comunidade de aliança ecuménica fundada em South Bend. Associados ao movimento católico de renovação carismática, mas não formalmente filiados à Igreja Católica, cerca de 90% dos seus cerca de 1.700 membros são católicos. Em People of Praise, serviu como líder pastoral das mulheres.
Durante as audiências de confirmação do Comité Judiciário do Senado, disse que a sua família possui uma chinchila de estimação.

### Afiliações
Foi membro da Sociedade Federalista de 2005 a 2006 e de 2014 a 2017. Sendo também membro do American Law Institute.